# ジェームズ・ヒルトン
ジェームズ・ヒルトン（James Hilton, 1900年9月9日 - 1954年12月20日）は、イングランドの小説家。『失われた地平線』、『チップス先生さようなら』といったベストセラーが有名で、脚本家としてアカデミー賞を受賞したこともある。『失われた地平線』に登場する「シャングリラ」は理想郷の代名詞としても広く知られる。

## 生涯
ヒルトンはランカシャーのリー（Leigh）で生まれた。父親はロンドンのウォルサムストウ（Walthamstow）にあるチャペル・エンド・スクールの校長ジョン・ヒルトンで、『チップス先生さようなら』のチッピング（チップス）先生のキャラクター造型の着想を与えた1人である（ちなみに『チップス先生』の出てくるウィルキンソン先生の名前はヒルトンの生まれたウィルキンソン通りから取られている）。ケンブリッジのレイズ・スクール（またはリーズ・スクール。The Leys School）に通い、そこが『チップス先生』の舞台になったと言われる。チッピング先生のモデルと言われるW・H・バルガーニーはレイズ・スクールの教師で、バルガーニーが管理していた隔週発刊の「レイズフォートナイトリー」（Leys Fortnightly）にヒルトンの最初の短編とエッセイが掲載された。
ケンブリッジ大学のクライスツ・カレッジ在学中に、アイリッシュ・インディペンデント紙の主筆と知遇を得て週2回の記名寄稿を始め、マンチェスター・ガーディアン紙などにも文芸評論を載せるようになる。17歳の時に執筆した処女長編『キャサリン自身』を1920年19歳の時に出版。卒業後は就職難のために上2紙などの新聞や雑誌に記事や書評を寄稿して生計を立てながら小説の執筆を続け、『今宵ぞさらば』『繰り返し日歩』で一部の批評家には認められつつも、 文名を高めるには至らなかった。1933年のブリティッシュ・ウィークリー誌のクリスマス特別号から連載した中編『チップス先生さようなら』が、アメリカのアトランティック・マンスリー誌に転載されて好評となり、1934年6月に単行本化されてベストセラーとなった。またこれにより旧作の『失われた地平線』『鎧なき騎士』も評価され、『失われた地平線』はホーソーンデン賞（Hawthornden Prize）を受賞した。
『失われた地平線』と『チップス先生さようなら』を書いたのはウッドフォード・グリーン（Woodford Green）のオーク・ヒル・ガーデンズ（Oak Hill Gardens）にある平凡なセミ・ディタッチト・ハウス（Semi-detached。二軒一棟の家）に住んでいた時だった。この家は今も残っていて、ヒルトンが住んでいたことを示すブルー・プラークがある。

### アカデミー賞受賞
1935年に作品の映画化に関わるために渡米し、1937年には家族とともに移住しハリウッド近くに住んだ。その後執筆した『私たちは孤独ではない』『忘れえぬ日々』などがベストセラーとなる。1942年には、映画『ミニヴァー夫人』で、ジェーン・ストルーザー（Jan Struther）らとともにアカデミー脚色賞を受賞した。CBSラジオ（CBS Radio）の『ホールマーク劇場』（The Hallmark Playhouse、1948年 - 1953年）のホストも勤めた。
ヒルトンは2度結婚した。最初の妻はアリス・ブラウン、2番目の妻はガリーナ・コピネック（Galina Kopineck）だった。趣味は犬の飼育と登山で、アルザシアン犬と狆を飼っていた。また音楽を好み、一時はピアノ演奏家になろうかと思うほど力を入れていた。1954年、カリフォルニア州のロングビーチで、肝細胞癌により死去した。

## 作品

### 小説
ヒルトンはサマセット・モームを礼賛し、また小説家は、舞台が「テネシー州であろうと、チンブツクーであろうと、チベットであろうと」「なによりもまず物語を、どうか語ってもらいたいものである」と語る文学観を持っていた。
『チップス先生さようなら』は批評家アレクサンダー・ウールコットやザ・ニューヨーカー誌での高い評価によってまずアメリカで人気を得て、国際的なベストセラーとなり、劇化、映画化され、『失われた地平線』、『心の旅路』なども後に映画化された。『失われた地平線』は中国南西部とチベット国境地帯を探険した人類学者ジョセフ・フランシス・チャールズ・ロックが『ナショナル・ジオグラフィック・マガジン』に掲載した記事に触発されたもので、「ポケット・ブックス（Pocket Books）」第1回配本の1冊として出版されて、1930年代によく売れたので、ペーパーバック革命を起こした本としてしばしば言及されている。欠落した記憶を求める放浪する、二つの世界大戦の間での物語『心の旅路』は、戦後日本で映画版が公開されてファンの心をとらえ、記憶喪失患者の代名詞として使われるほどになった。
ヒルトンの本はイングランドの美徳を感傷的に称賛したものとしてみなされることもある。『チップス先生』は確かにそうであり、『失われた地平線』の主人公はイギリス紳士の一典型でありながら第一次世界大戦で暗い傷を負ってもいる。『今宵ぞさらば』『鎧なき騎士』などでも同様の人物像が描かれる。一方でいくつかの小説は暗い面も持っている。当時のイングランド社会の欠点（とくに狭量さと階級意識）がしばしばその攻撃の対象である。たとえば『私たちは孤独ではない』はイギリスの戦時の熱狂によって引き起こされた合法的リンチについての残酷な話であった。『鎧なき騎士』のポケットブックス版ではアメリカ進駐軍を風刺した部分などがカットされている。
グレン・トレヴァー（Glen Trevor）の筆名で書いた長篇『学校の殺人』や、短篇「木槌」「完全計画」などの推理小説もある。

### 作品リスト
- キャサリン自身 Catherine Herself 1920年
- 嵐の道 Storm Passage 1922年
- 多感な年 The Passionate Year 1924年
- Dawn Of Reckoning 1925年（アメリカ題 Rage In Heaven）
- Meadows Of The Moon 1926年
- Terry 1927年
- The Silver Flame 1928年（アメリカ題 Three Loves Had Margaret）
- 学校の殺人 Murder at School 1931年（アメリカ題 Was It Murder?） - グレン・トレヴァー（Glen Trevor）名義
- 今宵ぞさらば And Now Goodbye 1931年
- 繰り返し日歩 Contango 1932年（アメリカ題 Ill Wind）
- 鎧なき騎士 Knight Without Armour 1933年（アメリカ題Without Armor）
- 失われた地平線 Lost Horizon 1933年
- チップス先生さようなら Goodbye, Mr. Chips 1934年
- 私たちは孤独ではない We Are Not Alone 1937年
- チップス先生乾杯To You, Mr Chips 1938年
- 心の旅路 Random Harvest 1941年
- The Story Of Dr. Wassell 1944年
- 忘れえぬ日々 So Well Remembered 1945年
- Nothing So Strange 1948年
- Twilight Of The Wise 1949年
- 朝の旅路 Morning Journey 1951年
- めぐり来る時は再び Time And Time Again 1953年

なお『失われた地平線』には、フランク・デマルコ作『Messenger』、エレノア・クーニー&ダニエル・アルティエリ作『Shangri-La』という2つの続編がある。

### 邦訳
- 植田虎雄訳『チップス先生さようなら』研究社出版（小英文叢書） 1953年
- 菊池重三郎訳『チップス先生さようなら』新潮社（新潮文庫） 1956年、改版1989年
- 白石朗訳『チップス先生、さようなら』新潮文庫 2016年 新訳
- 大島一彦訳『新訳 チップス先生、さようなら』慧文社 2016年
- 中橋一夫、高城ちゑ訳『朝の旅路（上下）』東京創元社（世界大ロマン全集36） 1958年
- 増野正衛『失われた地平線』新潮文庫 1959年、復刊1994年
- 池央耿訳『失われた地平線』河出書房新社（河出文庫） 2011年、新版2020年
- 龍口直太郎訳『学校の殺人』東京創元社 （創元推理文庫） 1960年
- 上笙一郎訳『学校殺人事件』金の星社（少女・世界推理名作選集11） 1963年
- 木下友子訳『学園連続殺人事件』ポプラ社（ポプラ社文庫） 1986年
- 龍口直太郎訳『鎧なき騎士』東京創元社（創元推理文庫） 1970年
- 小津次郎訳『鎧なき騎士』筑摩書房（世界ロマン文庫） 1970年
- 村上啓夫訳『私たちは孤独ではない』早川書房（ハヤカワ文庫） 1972年
- 安達昭雄訳『心の旅路』角川書店（角川文庫） 1974年
- 中田耕治訳『心の旅路』三笠書房 1975年

## 映像化
- 失はれた地平線（Lost Horizon, 1937年）
- 失われた地平線（Lost Horizon, 1973年）
- シャングリラ（Shangri-La, 1956年） - 原作は『失われた地平線』。共同脚本・共同作詞でヒルトン。
- 鎧なき騎士（Knight Without Armour, 1937年）
- We Are Not Alone（1939年） - 脚本もヒルトン。
- チップス先生さようなら（Goodbye, Mr. Chips, 1939年）
- チップス先生さようなら（Goodbye, Mr. Chips, 1969年）
- Goodbye Mr. Chips（1984年、テレビ・ミニシリーズ）
- Goodbye, Mr. Chips（2002年、テレビ）
- 天国の怒り（Rage in Heaven, 1941年）
- 心の旅路（Random Harvest, 1942年）
- 心の旅路（1975年） - よみうりテレビ製作。
- Random Harvest（1943年、ラジオ）
- So Well Remembered（1947年） - ジョン・ミルズ出演。ナレーターでヒルトン。

## 記念
1990年代後期、ウィーガン・カウンシル（Wigan Council）がヒルトンの栄誉を称えるブルー・プラークを市役所に設置しようとした時、リーの住民たちの間で、ウィルキンソン通りのヒルトンの家に設置すべきではないかという抗議の声があがった。
ヒルトンはある時期、リー・ラグビー・リーグ・フットボール・クラブ（現リー・センチュリオンズ）のチェアマンを勤めていた。戦時中、隣接するケーブル工場の拡張のため、クラブのスタジアムが徴収されることになった。リーの住民は、ヒルトンの発案で、町のはずれの野原を整備し、元の場所にあった古い観覧席を移動・改修して新しいスタジアムが作られた。1947年、スタジアムはヒルトン・パーク（Hilton Park）に改名した。